# Muda (italien)
Pour les articles homonymes, voir Muda.

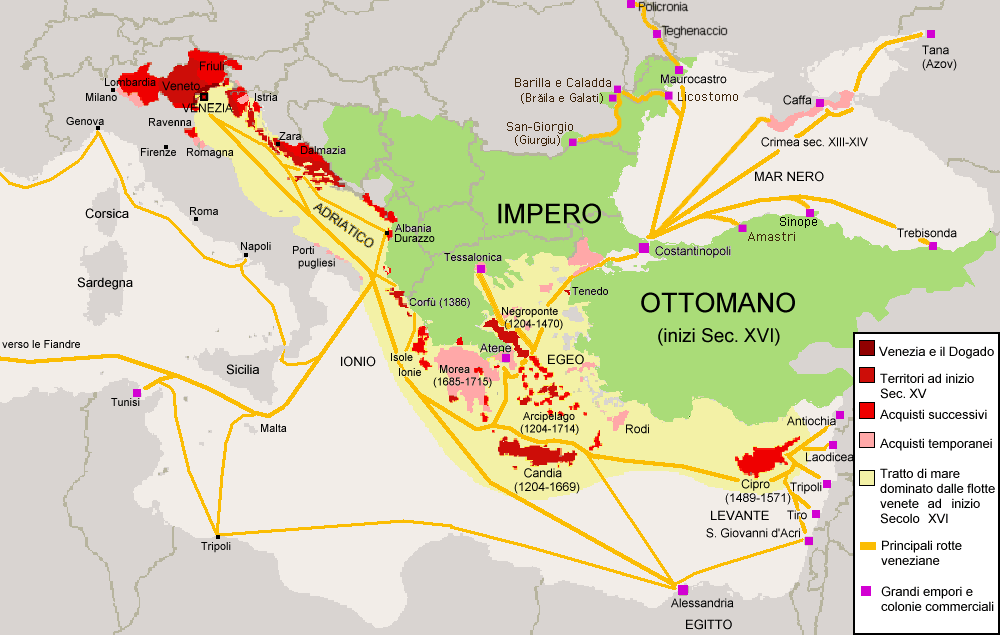
République de Venise

Le mot muda (pluriel: mude), que l'on peut traduire en français par « convoi » désigne à Venise au Moyen Âge à la fois l'itinéraire que doit suivre un convoi de navires et le convoi lui-même.
C'est pour des raisons de sécurité que les autorités vénitiennes encouragèrent les armateurs à recourir à ce système pour assurer le transports des marchandises en Orient. Les dates étaient théoriquement fixes et arrêtées en fonction des grandes foires; dans les faits, le calendrier n'était jamais respecté. Le système des mude se dégrada progressivement à partir du XVe siècle pour être abandonné ensuite, alors que Venise perdait progressivement ses positions en Méditerranée orientale sous la pression des Ottomans.